# Gare de Berlin-Lichterfelde-Est
La gare de Berlin-Lichterfelde-Est (Bahnhof Berlin-Lichterfelde Ost en allemand) est une gare ferroviaire allemande située à Berlin-Lichterfelde dans l'arrondissement de Steglitz-Zehlendorf au sud-ouest de la capitale allemande. 
Elle est classée monument historique.

## Situation ferroviaire
La gare de Friedrichsfelde-Est est située au point kilométrique 9,2 de la ligne de Berlin à Halle. C'est une petite gare de catégorie 4 d'après la classification allemande. Elle est dans la zone tarifaire B de Berlin-Brandebourg.
Elle est située non loin de la gare de Berlin-Lichterfelde-Ouest sur la ligne 1 du S-Bahn de Berlin et la gare de Berlin-Lichterfelde-Sud sur la ligne 25 et la ligne 26 du S-Bahn de Berlin.

## Histoire
La gare est ouverte le 20 septembre 1868 sous le nom de Lichterfelde sur la ligne de Berlin à Halle. Elle est électrifiée le 2 juillet 1929. Elle a été fermée le 9 janvier 1984 puis remise en service le 28 mai 1995.

## Service des voyageurs

### Accueil
La gare est un point d'arrêt comprenant deux voies de chemin de fer et un quai central. Elle dispose d'automates pour l'achat de titres de transport, de bandes podotactiles et de deux ascenseurs ce qui en fait une gare accessible aux personnes à mobilité réduite.
Un parc de stationnement pour voitures et pour vélo et une station de taxi se trouve devant le bâtiment voyageurs.

### Desserte
La halte est desservie par la ligne 25 du S-Bahn de Berlin et la ligne 26 du S-Bahn de Berlin, ainsi qu'avec plusieurs lignes de trains régionaux :
| Ligne | Principales dessertes | Principales dessertes | Principales dessertes |
| ----- | --- | --- | --- |
| RE3   | Wittemberg – Zahna – | Jüterbog – Berlin-Lichterfelde-Est – Eberswalde – Angermünde –                                                              | Schwedt |
| RE3   | (Elsterwerda-Biehla –) Falkenberg-sur-Elster –                                                                              | Jüterbog – Berlin-Lichterfelde-Est – Eberswalde – Angermünde –                                                              | Prenzlau – Greifswald – Stralsund                                                                                           |
| RE4   | (Jüterbog –) Ludwigsfelde – Berlin-Lichterfelde-Est – Berlin-Central – Dallgow-Döberitz – Wustermark – Rathenow (– Stendal) | (Jüterbog –) Ludwigsfelde – Berlin-Lichterfelde-Est – Berlin-Central – Dallgow-Döberitz – Wustermark – Rathenow (– Stendal) | (Jüterbog –) Ludwigsfelde – Berlin-Lichterfelde-Est – Berlin-Central – Dallgow-Döberitz – Wustermark – Rathenow (– Stendal) |
| RE5   | Elsterwerda – Doberlug-Kirchhain – Wünsdorf-Waldstadt – Berlin-Lichterfelde-Est – Oranienbourg – Neustrelitz –              | Elsterwerda – Doberlug-Kirchhain – Wünsdorf-Waldstadt – Berlin-Lichterfelde-Est – Oranienbourg – Neustrelitz –              | Güstrow – Rostock |
| RE5   | Elsterwerda – Doberlug-Kirchhain – Wünsdorf-Waldstadt – Berlin-Lichterfelde-Est – Oranienbourg – Neustrelitz –              | Elsterwerda – Doberlug-Kirchhain – Wünsdorf-Waldstadt – Berlin-Lichterfelde-Est – Oranienbourg – Neustrelitz –              | Neubrandenburg – Stralsund                                                                                                  |

### Intermodalité
La gare offre plusieurs correspondances avec le réseau de bus de Berlin :
- 184 (S Südkreuz – Teltow/Warthestraße)
- 284 (S+U Rathaus Steglitz (de) – S Lichterfelde-Sud)
- X11 (Expressbus; S Schöneweide – U Krumme Lanke)
- M11 (Metrobus; S Schöneweide – U Dahlem-Dorf)
- N84 (Bus nocturne; Chêne de Zehlendorf (de) – S+U Tempelhof)